# Karl von Roques
Karl von Roques (Frankfurt am Main, 1880. május 7. – Landsberg am Lech, 1949. december 24.) német tábornok, háborús bűnös, akit a második világháborúban folytatott tevékenységéért 20 év börtönbüntetére ítéltek.

## Katonai pályafutása
Karl von Roques 1899-ben állt katonai szolgálatba a német császári hadseregben. A következő évben hadnagyi, 1908-ban főhadnagyi, 1913-ban századosi rangot kapott. Az első világháború kitörése után először a VIII. tartalékhadtest vezérkaránál, majd a 215. gyalogoshadosztálynál szolgált, 1917-ben pedig a Hadügyminisztériumba vezényelték, 1918-ban őrnaggyá léptették elő. A háború folyamán von Roques-ot a Vaskereszt mindkét osztályával kitüntették.
A háború után a radikálisan lecsökkentett létszámú hadseregben maradt, és továbbra is a Hadügyminisztériumban szolgált, Berlinben. 1921-ben Stettinbe, 1923-ban Ludwigsburgba helyezték. A következő évben alezredessé léptették elő. 1927-ben Kasselbe helyezték. 1928-ban ezredesi rangot kapott. 1929-ben Oldenburgba vezényelték, és itt a 16. gyalogoshadtest parancsnoka lett. 1931-ben dandártábornokká léptették elő. 1933 januárjában leszerelt, de a következő évben a frissen megszervezett Luftwaffe kötelékébe lépett.
A Luftwaffe keretein belül először a Birodalmi Légvédelmi Szövetség (Reichsluftschutzbund) nevű félkatonai szervezet alelnöke, majd elnöke volt. 1938-ban altábornaggyá léptették elő, és a Birodalmi Légügyi Minisztériumba helyezték át. A háború kitörtével 1939-ben elhagyta a légierő kötelékét és ismét a szárazföldi hadseregnél lépett szolgálatba.
Karl von Roques egy rövid ideig a 143. hadosztály parancsnoka volt, majd a 103. hátországi hadseregcsoport élére került. A Szovjetunió megtámadása után a dél-oroszországi hátországi hadseregcsoport parancsnokaként szolgált. Ezen a posztján felügyelte a zsidó lakossággal szembeni atrocitások, tömeggyilkosságok és a nemzsidó lakossággal szembeni megtorló akciók lebonyolítását, együttműködve a körzet rendőri erőinek parancsnokával, Friedrich Jeckeln SS-Obergruppenführerrel.
1941. június 1-jén General der Infanterie  rendfokozatot kapott. 1943-elején kitüntették és nyugállományba helyezték.

## Felelősségre vonás
A háború után a szövetségesek letartóztatták és a Wehrmacht főparancsnokságának pere keretében Nürnbergben bíróság elé állították. A szovjetunióbeli atrocitásokban játszott szerepe miatt húsz év börtönbüntetésre ítélték. 1949-ben, a börtönben halt meg.